# Sieg (râu)
Sieg este un afluent al Rinului, are o lungime de 155,2 km, fiind situat în landurile  Nordrhein-Westfalen, Rheinland-Pfalz din regiunea Siegerland, Germania.

## Afluenți
- Netphe (dreapta)
- Dreisbach (dreapta)
- Ferndorfbach (dreapta)
- Weiß (stânga)
- Scheldebach (stânga)
- Heller (stânga)
- Elbbach (stânga)
- Wisser Bach (dreapta)
- Nister (stânga)
- Etzbach (stânga)
- Eipbach (stânga)
- Bröl (dreapta)
- Hanfbach (stânga)
- Wahnbach (dreapta)
- Pleisbach (stânga)
- Agger (dreapta)

## Localități
- Netphen (Walpersdorf); (izvor)
- Siegen
- Mudersbach
- Brachbach
- Kirchen
- Betzdorf
- Wissen
- Hamm
- Windeck
- Eitorf
- Hennef (Sieg)
- Siegburg
- Sankt Augustin
- Bonn(Geislar); (Punct de vărsare)
- Troisdorf(Bergheim); (locul de vărsare)

## Galerie de imagini

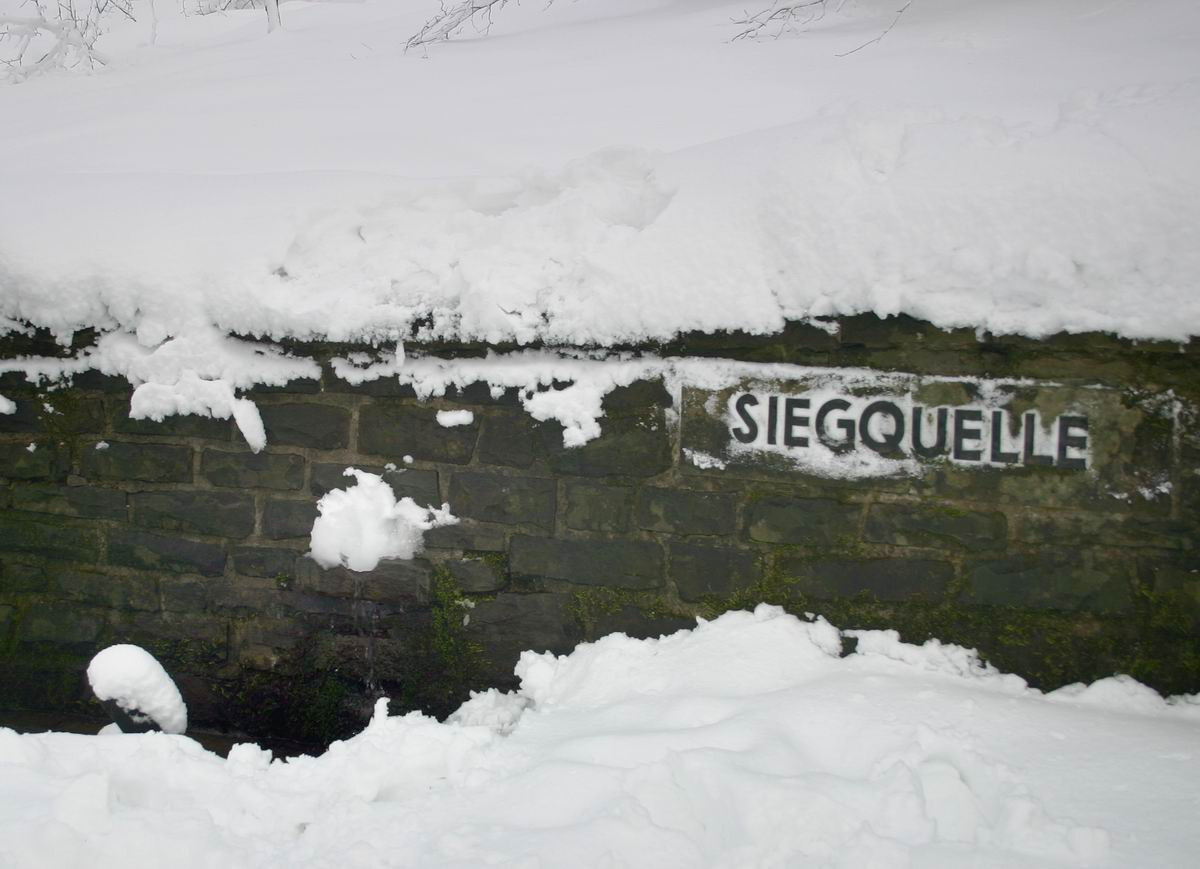
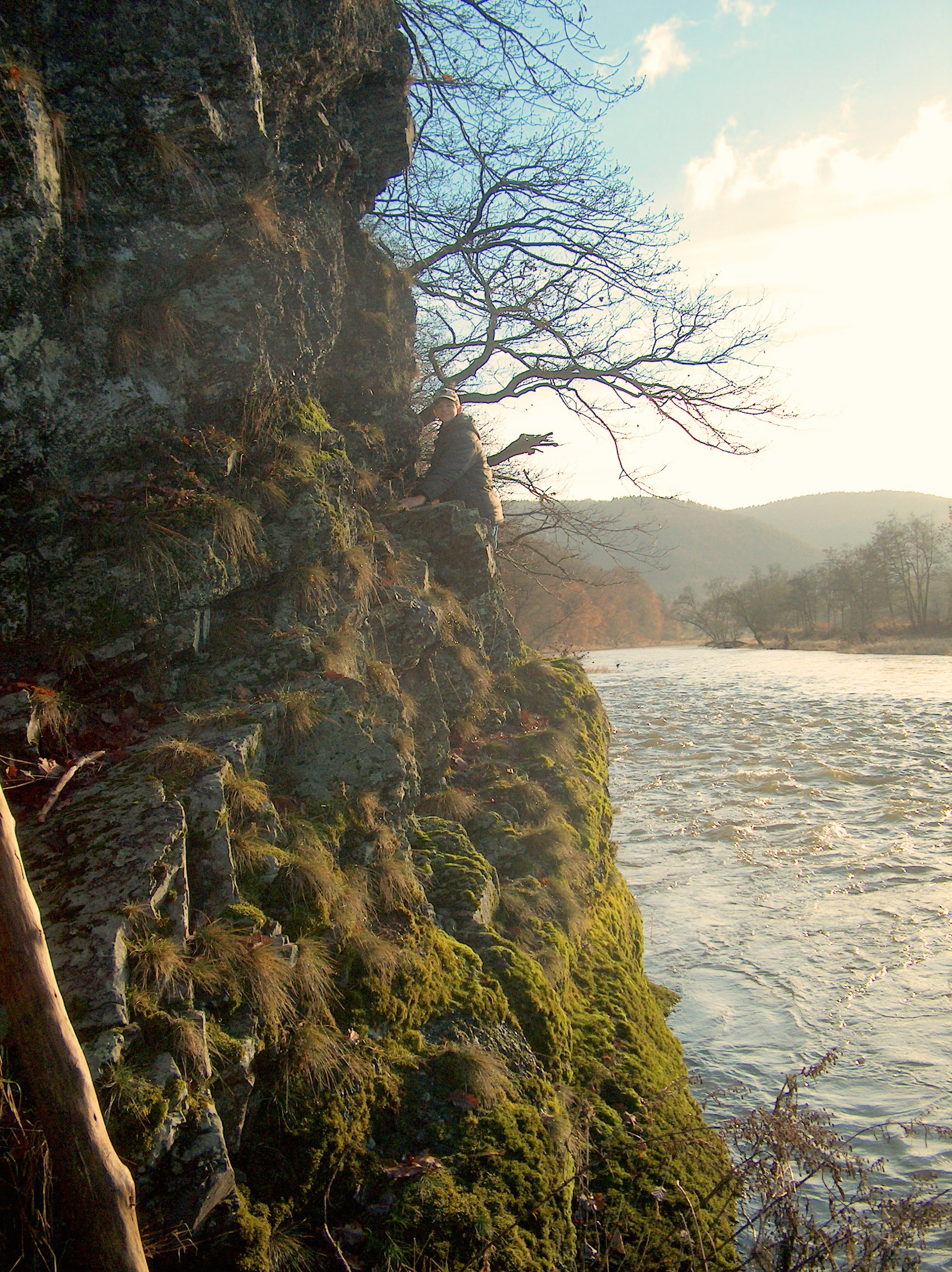
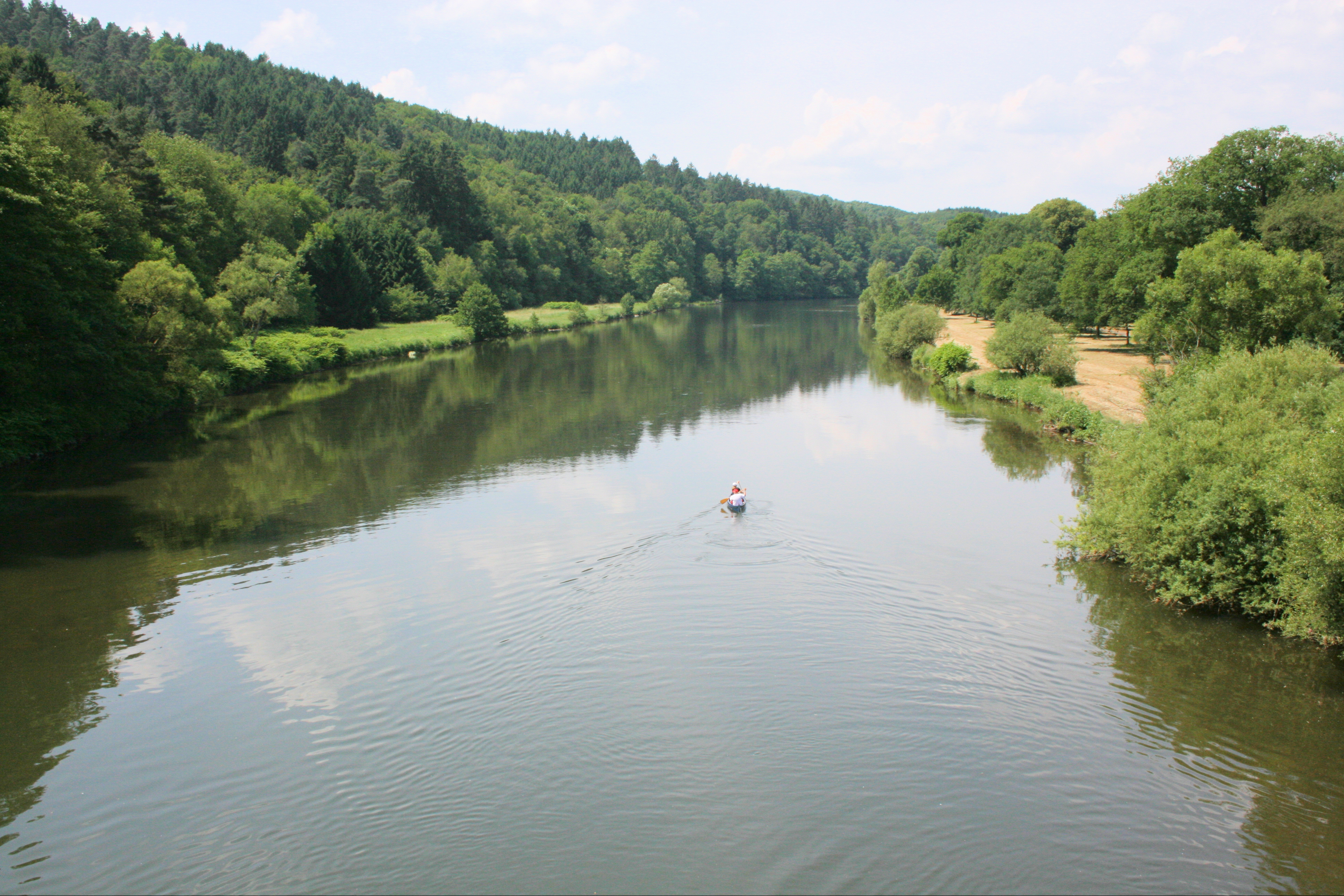
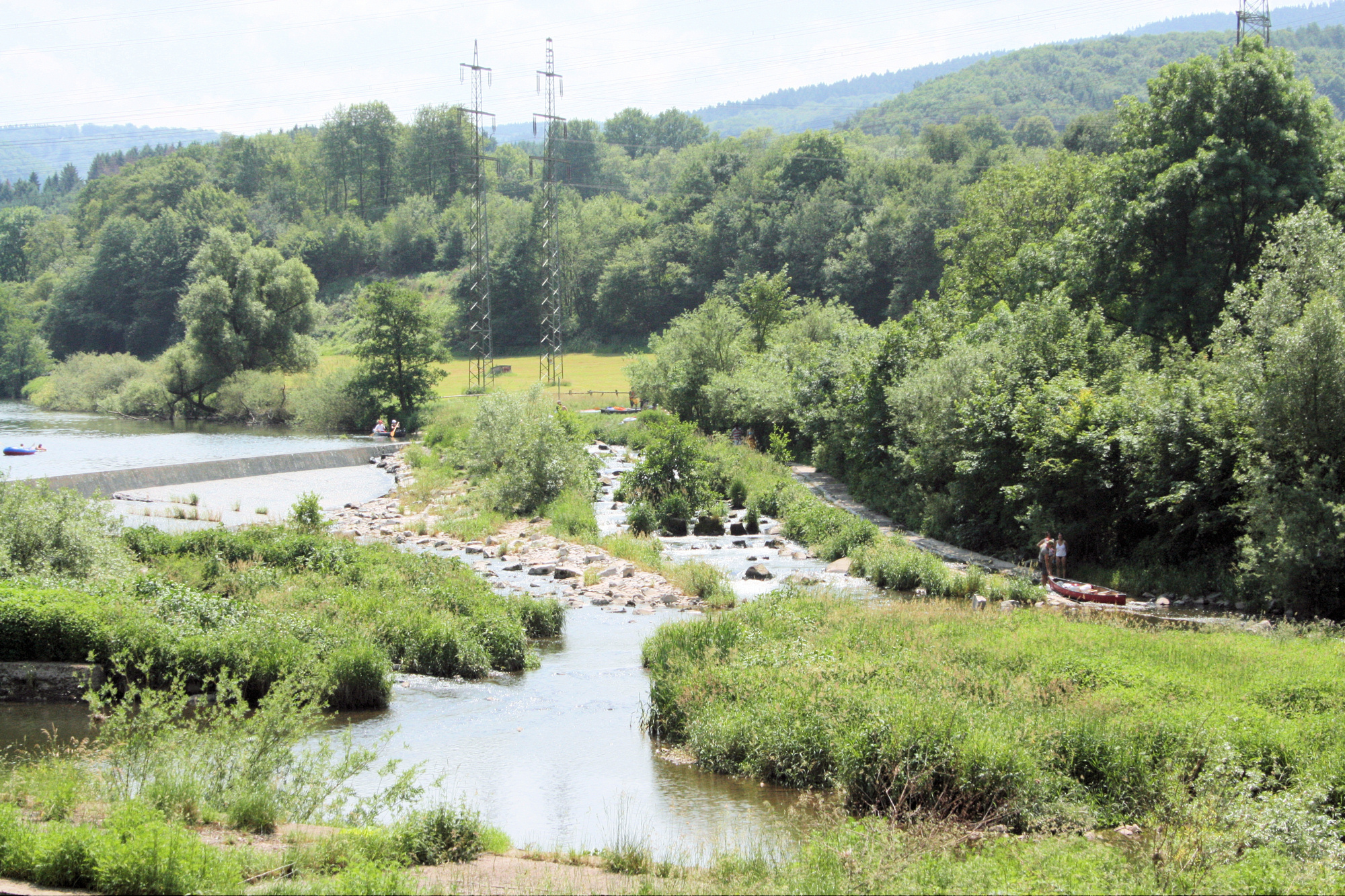
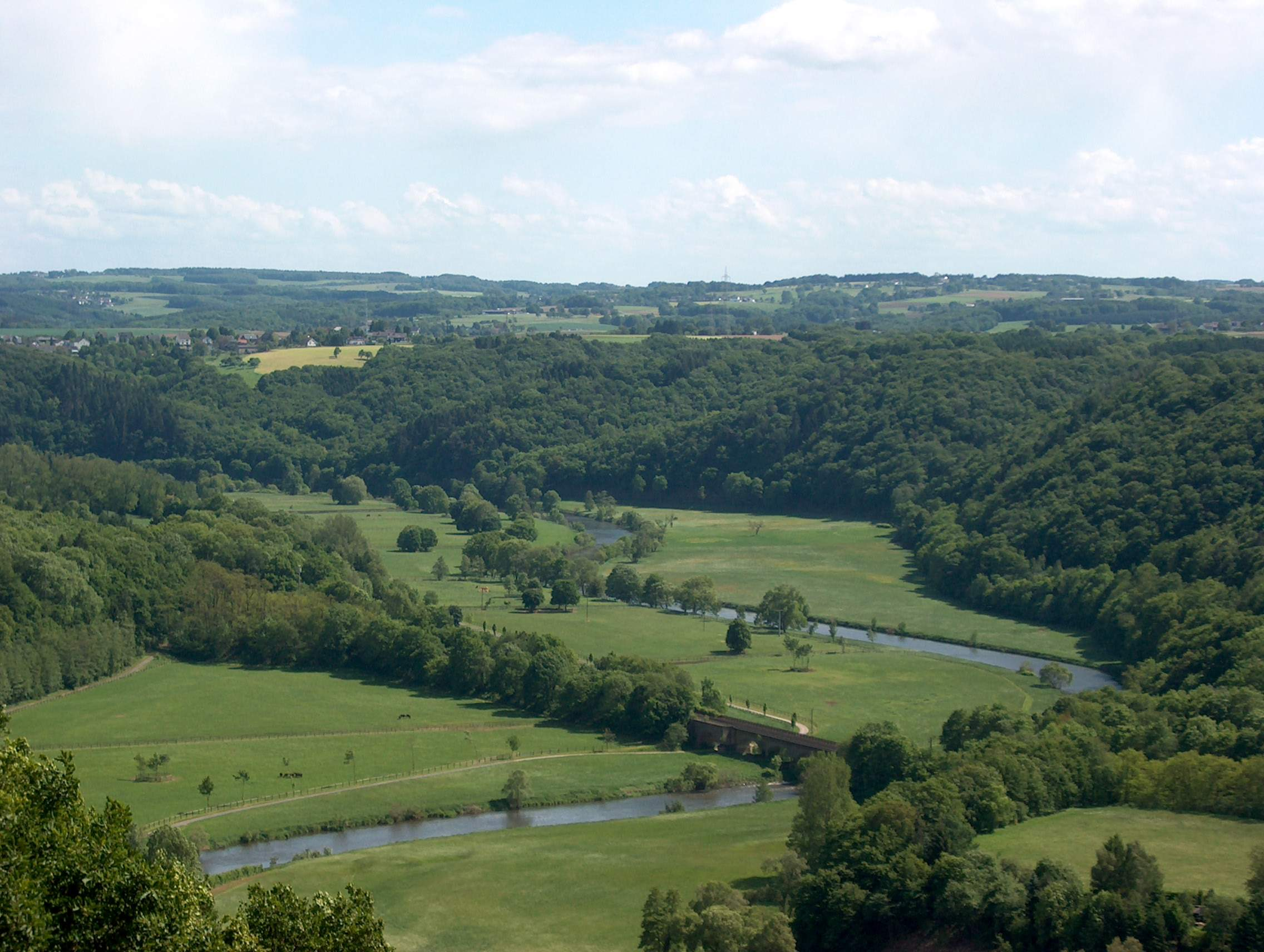
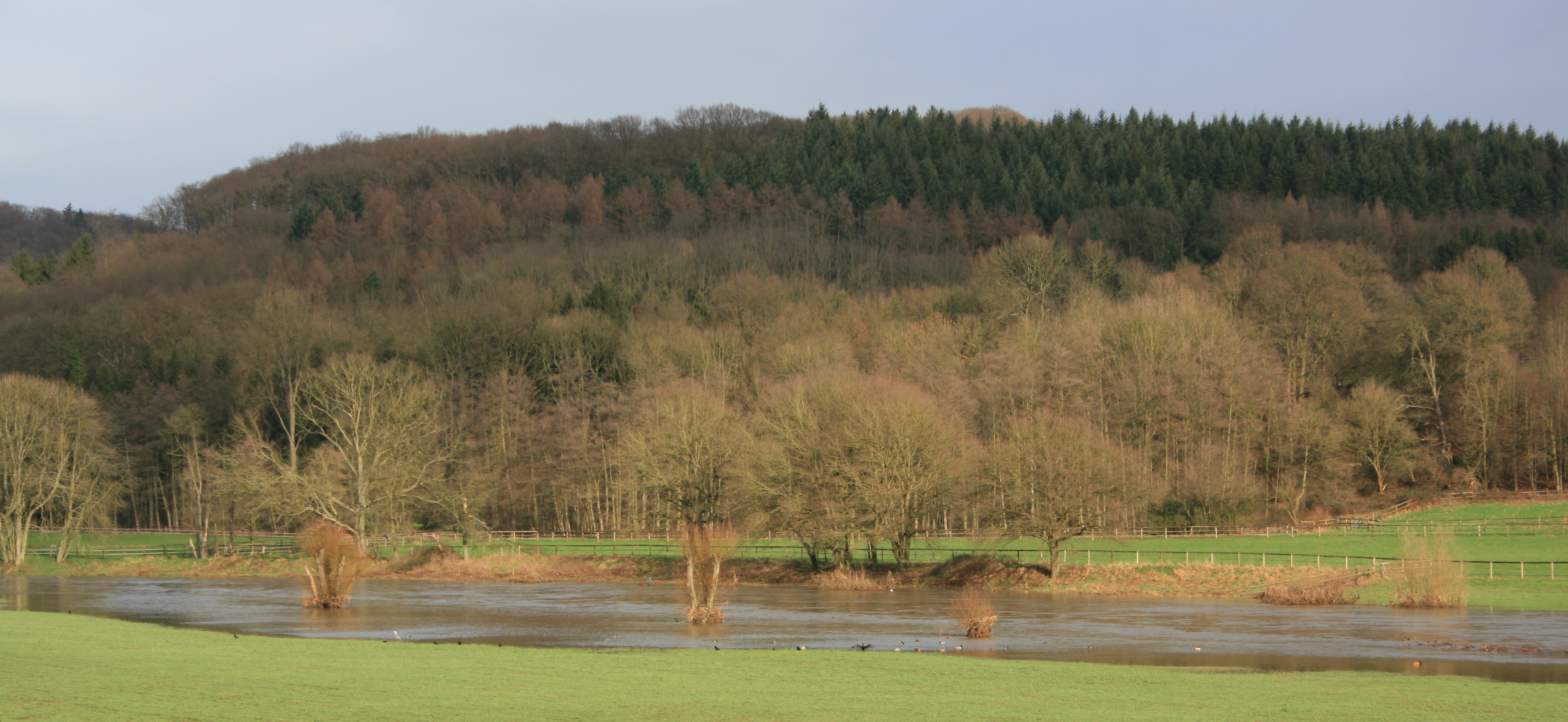
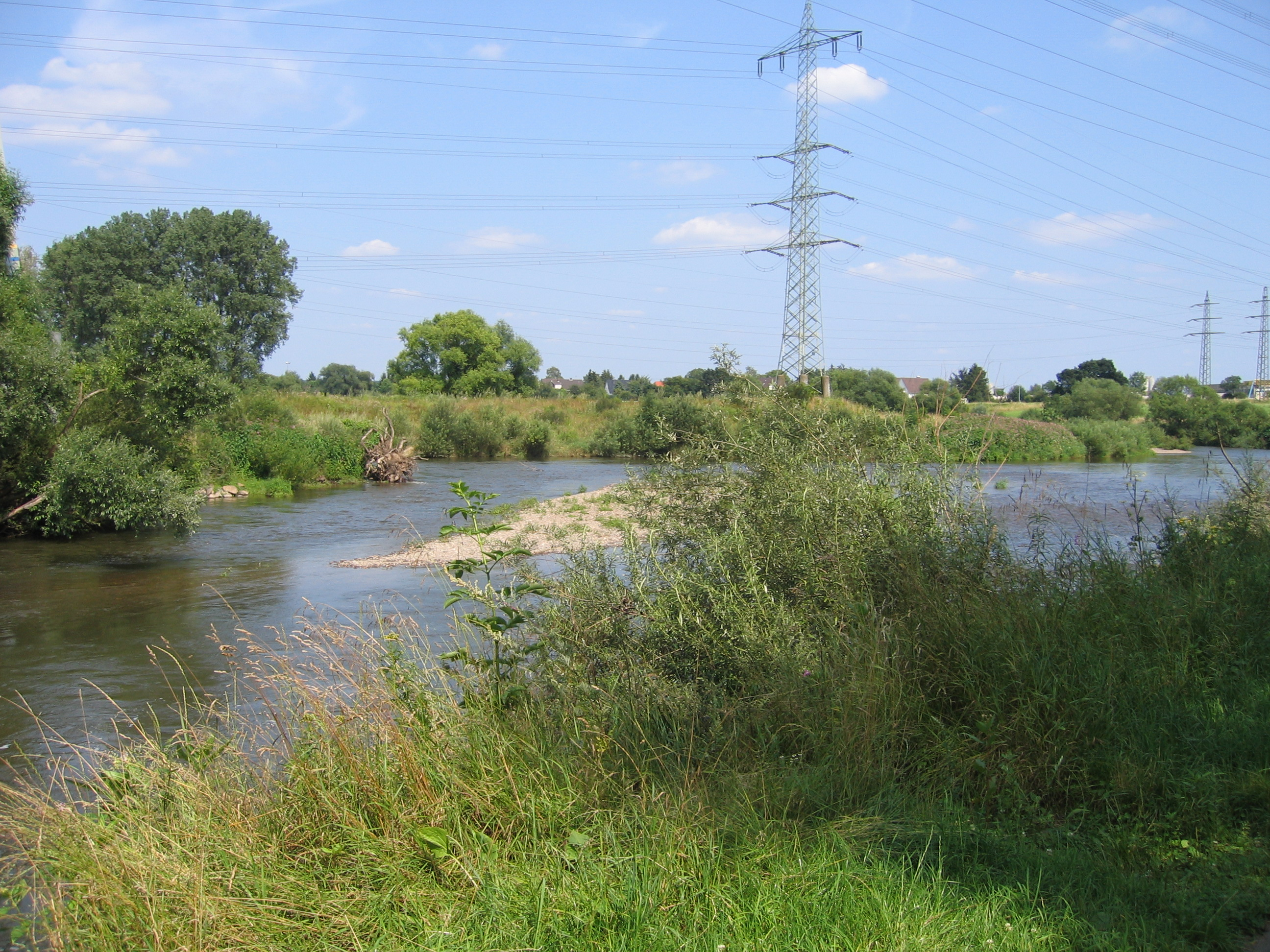
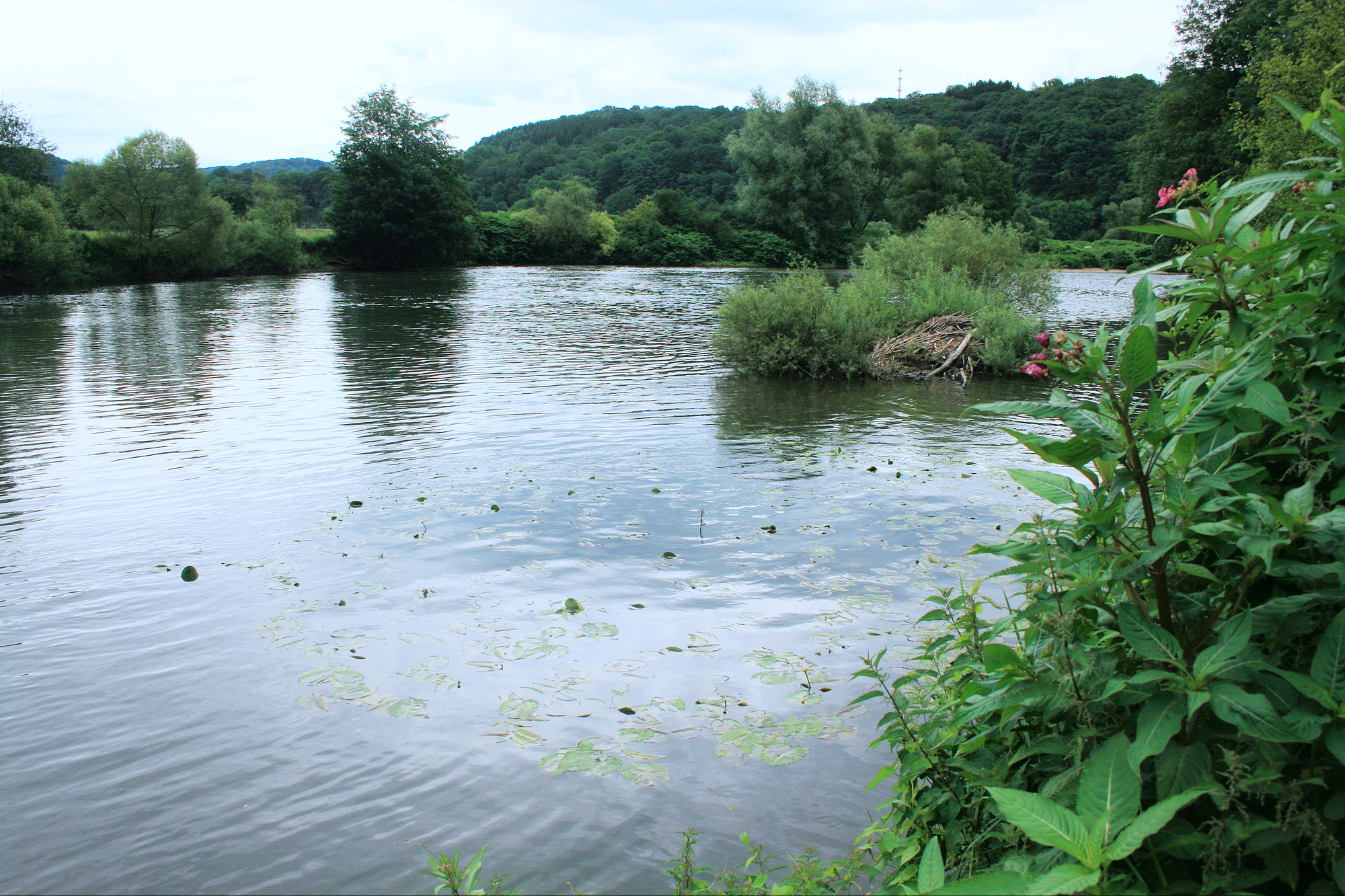
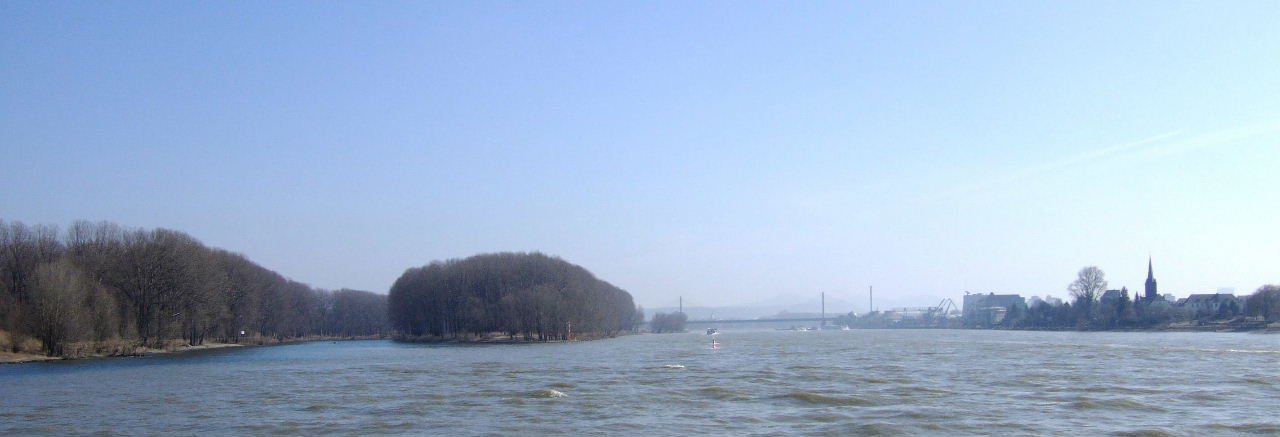
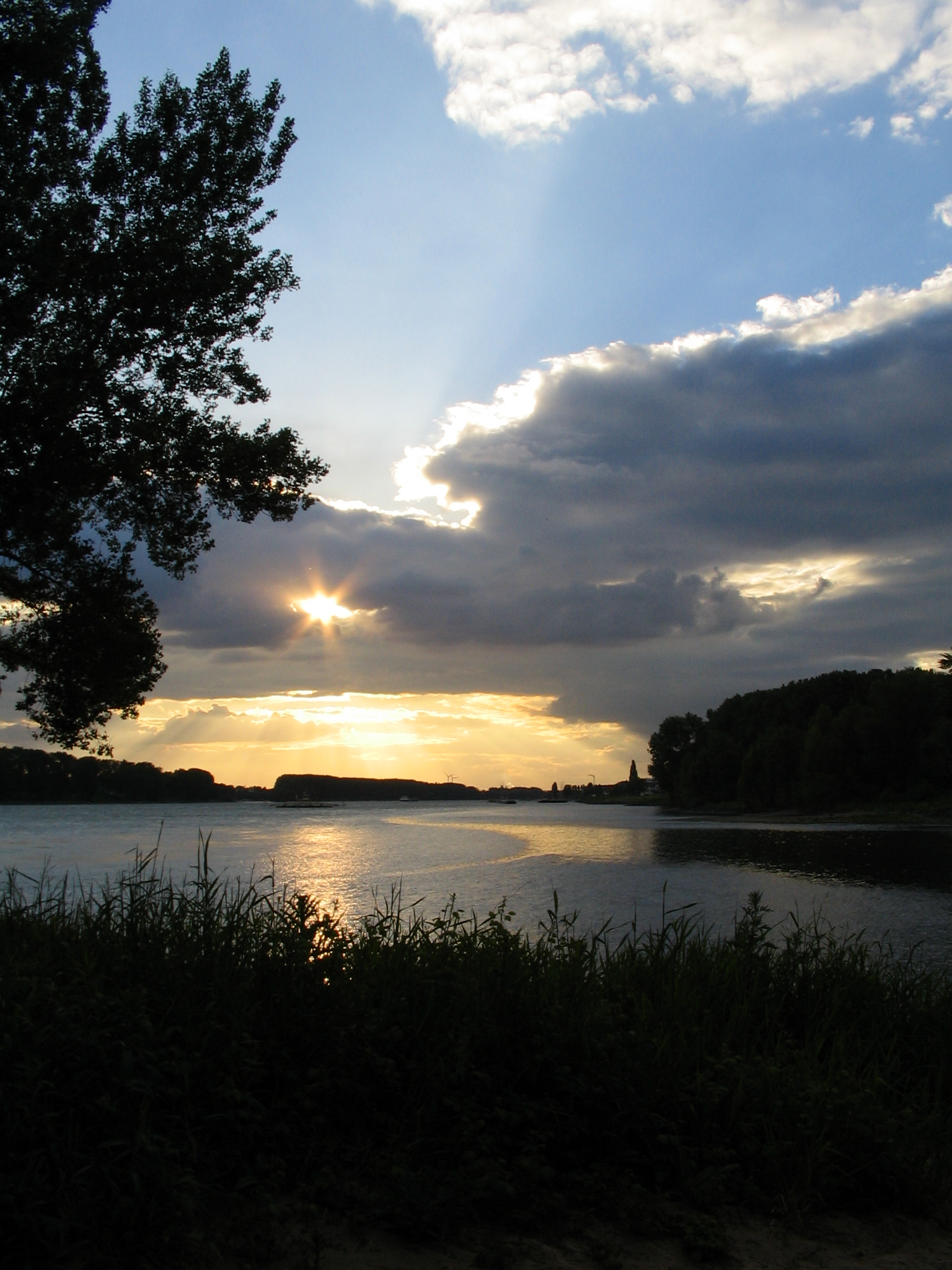
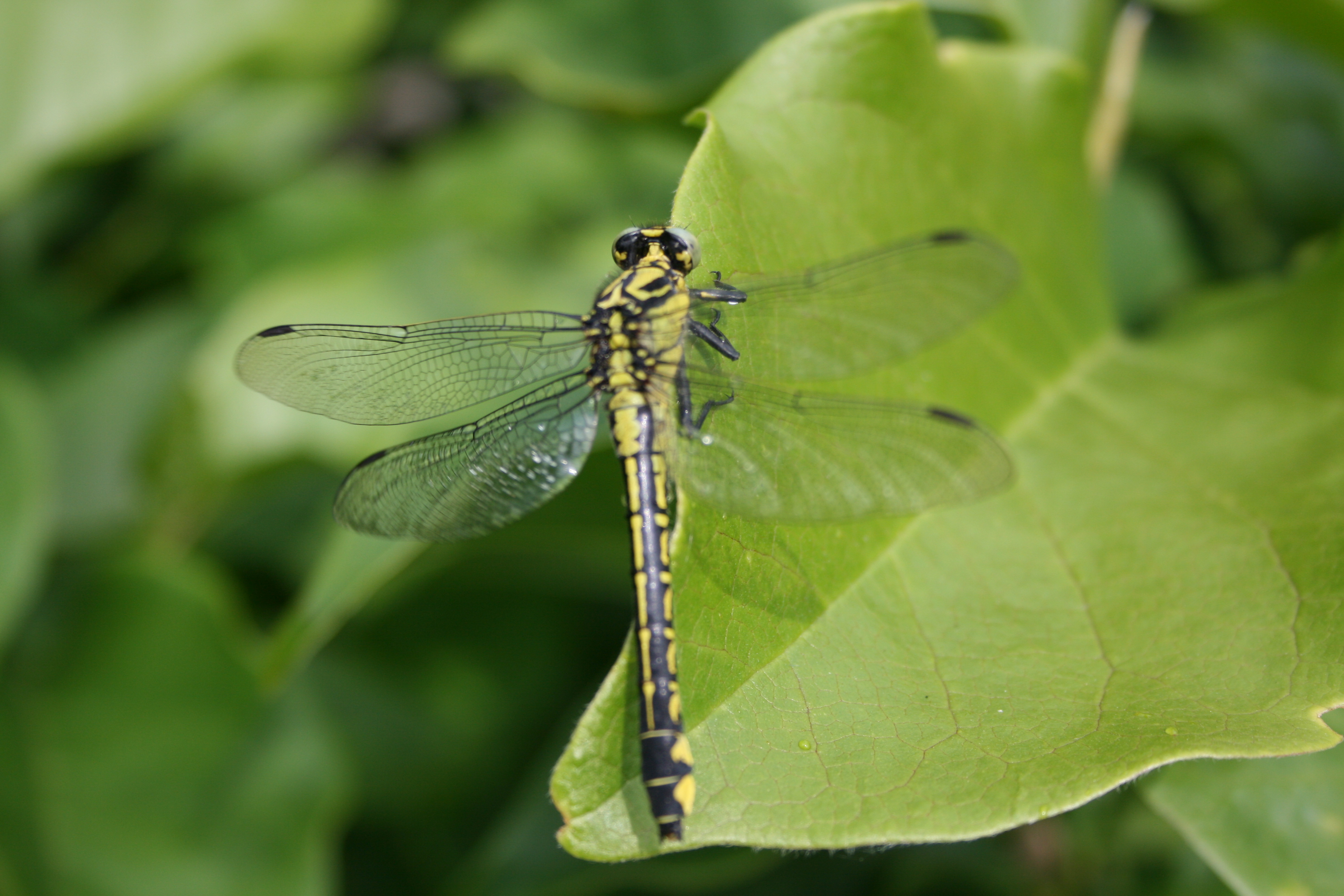
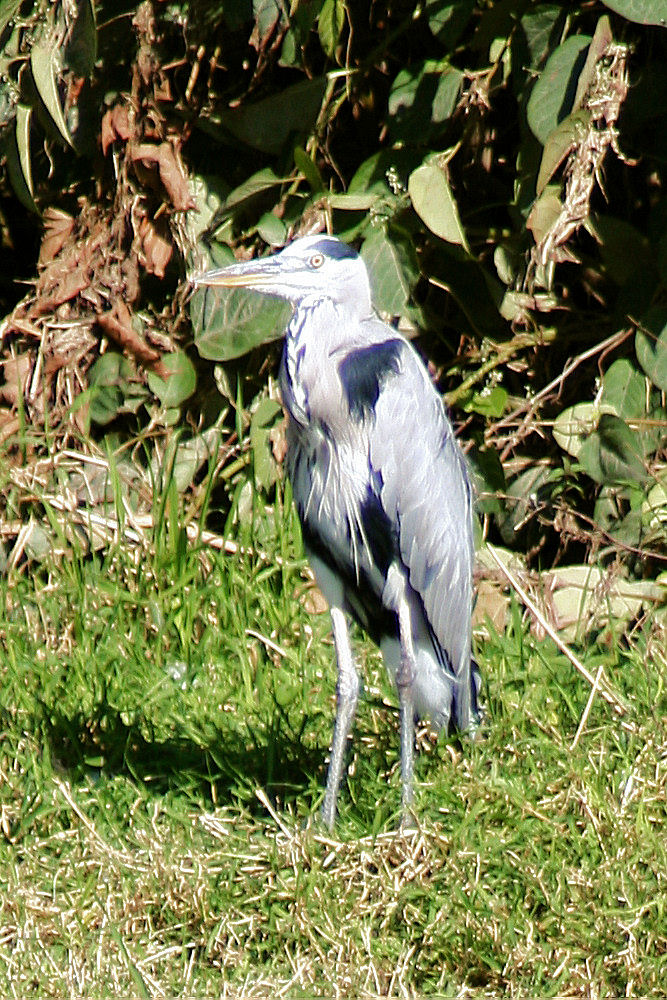